# Gwibber
Gwibber was een microbloggingclient voor de GNOME-werkomgeving. Gwibber bracht de populairste socialenetwerksitess, zoals Facebook en Twitter, en had ondersteuning voor onder meer verkorte url's, bewaarde zoektermen en meerdere kolommen. De client werd oorspronkelijk gemaakt door Ryan Paul, een redacteur van Ars Technica.
Gwibber werkte alleen op Linux en was geschreven in Python, dat gebruikmaakte van PyGTK. Van Ubuntu 10.04 tot 13.04 was Gwibber standaard geïnstalleerd.

## Ondersteunde diensten
| Platform            | Gwibber 1.x | Gwibber 2.x | Gwibber 3.x |
| ------------------- | ----------- | ----------- | ----------- |
| Brightkite          | nee         | ja          | ?           |
| Digg                | ja          | ja          | ja          |
| Facebook            | ja          | ja          | ja          |
| Flickr              | ja          | ja          | ja          |
| Foursquare          | ?           | ?           | ja          |
| FriendFeed          | nee         | ja          | ja          |
| Google+             | nee         | nee         | nee         |
| Google Reader       | ja          | nee         | nee         |
| identi.ca/StatusNet | ja          | ja          | ja          |
| OCS                 | nee         | ja          | ?           |
| Pidgin              | ja          | nee         | ?           |
| Ping.fm             | ja          | nee         | ja          |
| Qaiku               | nee         | ja          | ja          |
| RSS/Atom            | ja          | nee*        | ja          |
| Sina                | ?           | ?           | ja          |
| Sohu                | ?           | ?           | ja          |
| Twitter             | ja          | ja          | ja          |

- Ondersteuning voor RSS/Atom stond gepland voor Gwibber 3.[5]